# كاري هاريس
كاري هاريس (بالإنجليزية: Cary Harris)‏ هو لاعب كرة قدم أمريكية أمريكي، ولد في 22 مارس 1987 في لوس أنجلوس في الولايات المتحدة.

## وصلات خارجية
- كاري هاريس على موقع مرجع كرة القدم المحترفة.كوم (الإنجليزية)